# 鍋割山荘

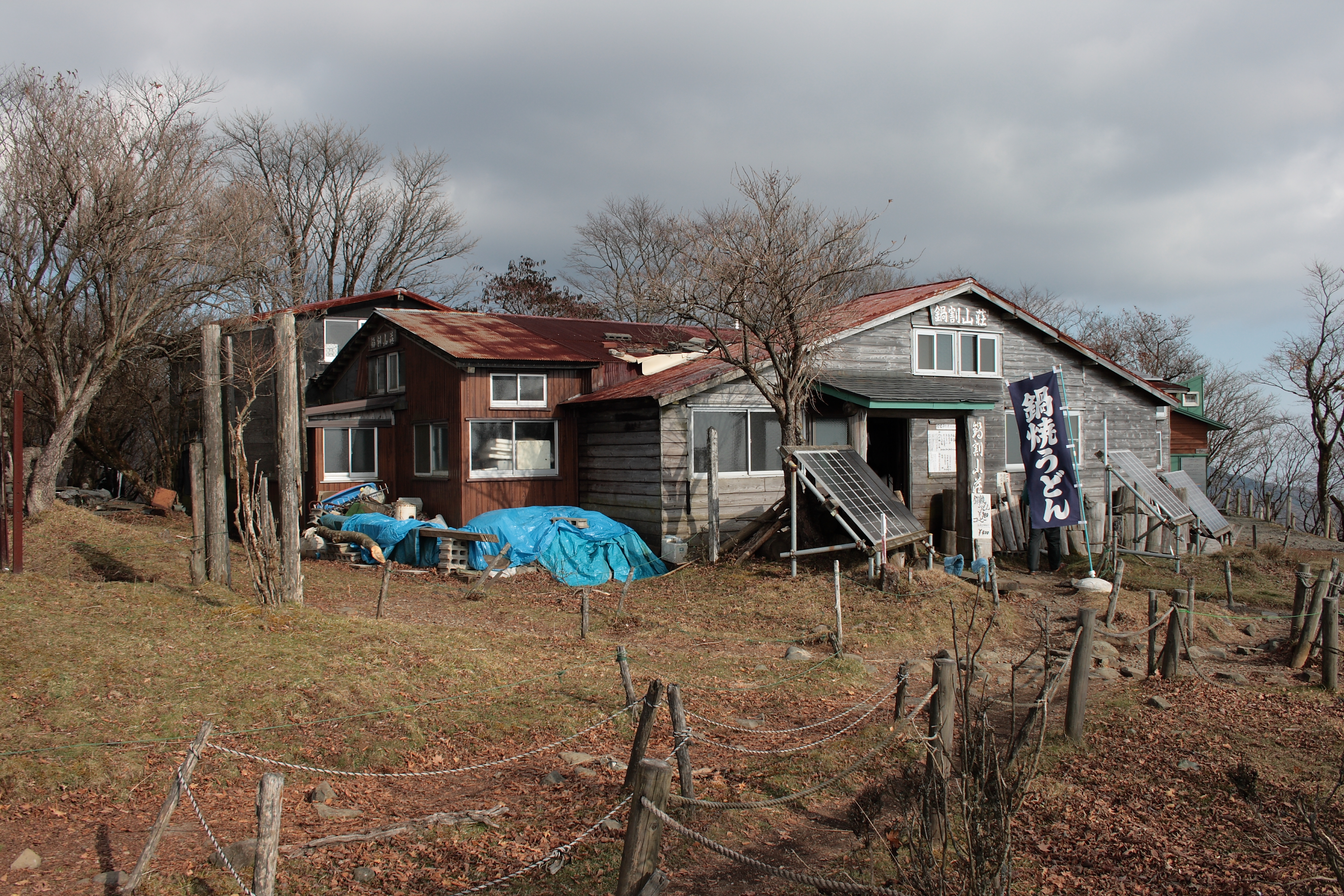
鍋割山荘

鍋割山荘（なべわりさんそう）は、丹沢大山国定公園に含まれる丹沢山地の南部に聳える鍋割山頂（1,273m）にある山小屋。

## 概要
1976年4月（昭和51年）より、学生時代から山岳部で活動、アコンカグア、インドヒマラヤ・サトパント、ダウラギリI峰など登山経験が豊富な草野延孝により、経営されており、「鍋焼きうどん」が名物になっている。草野は1976年4月の入山以来、数十年にもわたり70-110㎏（最大114kgの記録、1996年12月26日）のボッカを行なっているが、100㎏超えのボッカを石鎚山時代を含めると30回ほどこなしている。2002年6月以降は、毎日営業とし、2004年当時で既に6000回を超えるボッカを行った。
1985年6月に、大規模な増改築を行っている。
2019年からは、山小屋主の高齢化により、月曜日と金曜日が定休日に、また、大みそかを除く宿泊サービスが停止され、悪天候の日は休業または営業時間を短縮されている。

## 山小屋主
長崎県有明町生まれの草野延孝が1976年4月以降、山小屋主を務める。

### 草野延孝経歴
- 1948年10月7日 - 長崎県有明町に生まれる。
- 1968年4月 - 高知大学入学、4年間を山岳部に在籍。
- 1972年3月 - 大学卒業後、石鎚山頂小屋に入る。
- 1973年2月～5月 - ネパールヒマラヤ・トレッキング。
- 1973年11月 - 株式会社第二木材入社。
- 1976年4月 - 丹沢鍋割山荘に入る。
- 1981年1月 -  アコンカグア遠征。
- 1982年5月 -  インドヒマラヤ・サトパント峰遠征。
- 1983年9月～11月 - ダウラギリI峰遠征（長谷川恒男隊長）。